# (482465) 2012 KH47
(482465) 2012 KH47 es un asteroide troyano de Júpiter descubierto el 30 de mayo de 2012 por el Mount Lemmon Survey desde el Observatorio del Monte Lemmon, Arizona (Estados Unidos).

## Designación y nombre
Designado provisionalmente como 2012 KH47.

## Características orbitales
2012 KH47 está situado a una distancia media de 5,211 ua, pudiendo alejarse un máximo de 5,699 ua y acercarse un máximo de 4,723 ua. Tiene una excentricidad de 0,0936 y la inclinación orbital 7,320 grados. Emplea 4345,62 días en completar una órbita alrededor del Sol.

## Características físicas
La magnitud absoluta de 2012 KH47 es 13,8.